# Karlheinz Wagner

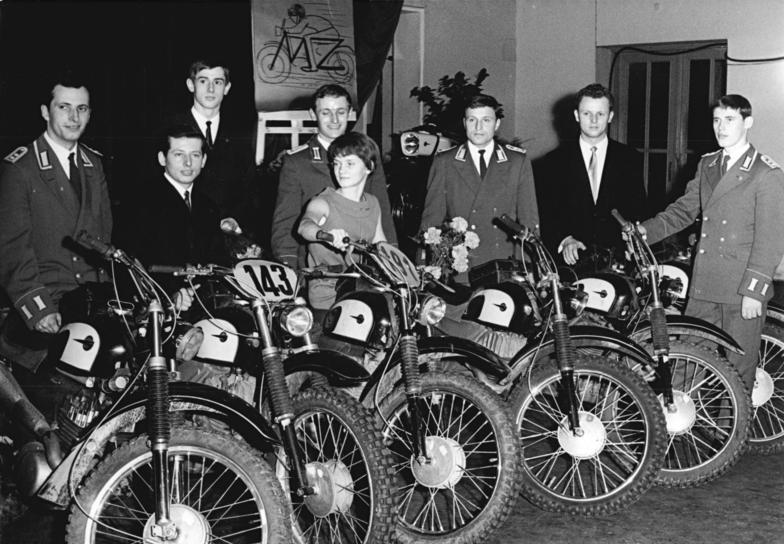
Karlheinz Wagner (2. von rechts), Sportler des Jahres 1967 Mannschaft bei den Six Days

Karlheinz Wagner (* 21. Juli 1938 in Borstendorf; † 30. Mai 2019) wae ein deutscher Endurosportler.
Während seiner Karriere gewann er 1965 bis 1967 dreimal in Folge mit der Trophy-Mannschaft der DDR die Internationale Sechstagefahrt. 1969 gehörte Wagner zum vierten Mal dem siegreichen MZ-Team an. 1967 siegte der Erzgebirgler im Europapokal – dem Vorläufer der Europameisterschaft – auf MZ in der Klasse bis 350 cm³. 1969 wurde er auch DDR-Meister.

## Sportlicher Werdegang
Karlheinz Wagner war als Mitglied der GST-Kernmannschaft 1962 Dritter der DDR-Meisterschaft. Seine ersten Six Days bestritt er 1963 im Silbervasen-Team. Ein Jahr später belegte Wagner mit dem MZ-Quartett den zweiten Platz. 1965 wurde er als Werksfahrer ins DDR-Trophy-Team berufen und landete mit ihm seinen ersten ganz großen Erfolg. Auf der 250er MZ gewann er als Einziger seiner Klasse in England eine Goldmedaille. 1966 und 1967 gelang es der Mannschaft mit Karlheinz den Trophy-Sieg bei der Internationalen Sechstagefahrt gleich zweimal zu verteidigen. Nach dem vierten Rang 1968 stand das DDR-Sextett ein Jahr darauf bei den Six Days in Garmisch-Partenkirchen erneut auf dem obersten Podest. 1970 bestritt er seine letzte Sechstagefahrt und kehrte erneut mit einer Goldmedaille nach Hause. Seinem Klassensieg bei „Rund um Zschopau“ 1966 ließ er kurz darauf den mit den meisten Gutpunkten bei der Internationalen Österreichischen Alpenfahrt folgen, wofür er das „Edelweiß“ erhielt. 1967 gewann der Erzgebirger im Europapokal, dem Vorläufer der Europameisterschaft, auf MZ die Klasse bis 350 cm³ – erneut mit einem Klassensieg und „Edelweiß“ bei der Alpenfahrt. Zwei Jahre später wurde er in diesem Hubraumlimit Vize-Europameister, nachdem er erneut den EM-Lauf in Zschopau für sich entschieden hatte. Auch bei den nationalen Titelkämpfen wurde er 1965 und 1968 Vize-Meister. 1969 errang Wagner seinen ersten und einzigen DDR-Meister-Titel. Am Ende der Saison 1970 zog er sich vom aktiven Sport zurück. 1986 bis 1990 war er Leiter der MZ-Sportabteilung und konnte auch als Nichtaktiver 1987 noch einen Six-Days-Erfolg feiern.
In der DDR wurde er für seine sportlichen Erfolge 1970 mit dem Vaterländischen Verdienstorden ausgezeichnet.